# دنی گارسیا (بازیکن فوتبال، زاده ۱۹۹۰)
دنی گارسیا (انگلیسی: Dani García؛ زادهٔ ۲۴ مهٔ ۱۹۹۰) بازیکن فوتبال اهل اسپانیا است.
از باشگاه‌هایی که در آن بازی کرده‌است می‌توان به باشگاه فوتبال اتلتیک بیلبائو و باشگاه فوتبال ایبار اشاره کرد.
وی همچنین در تیم ملی فوتبال باسک بازی کرده‌است.